# Castillo de Featherstone

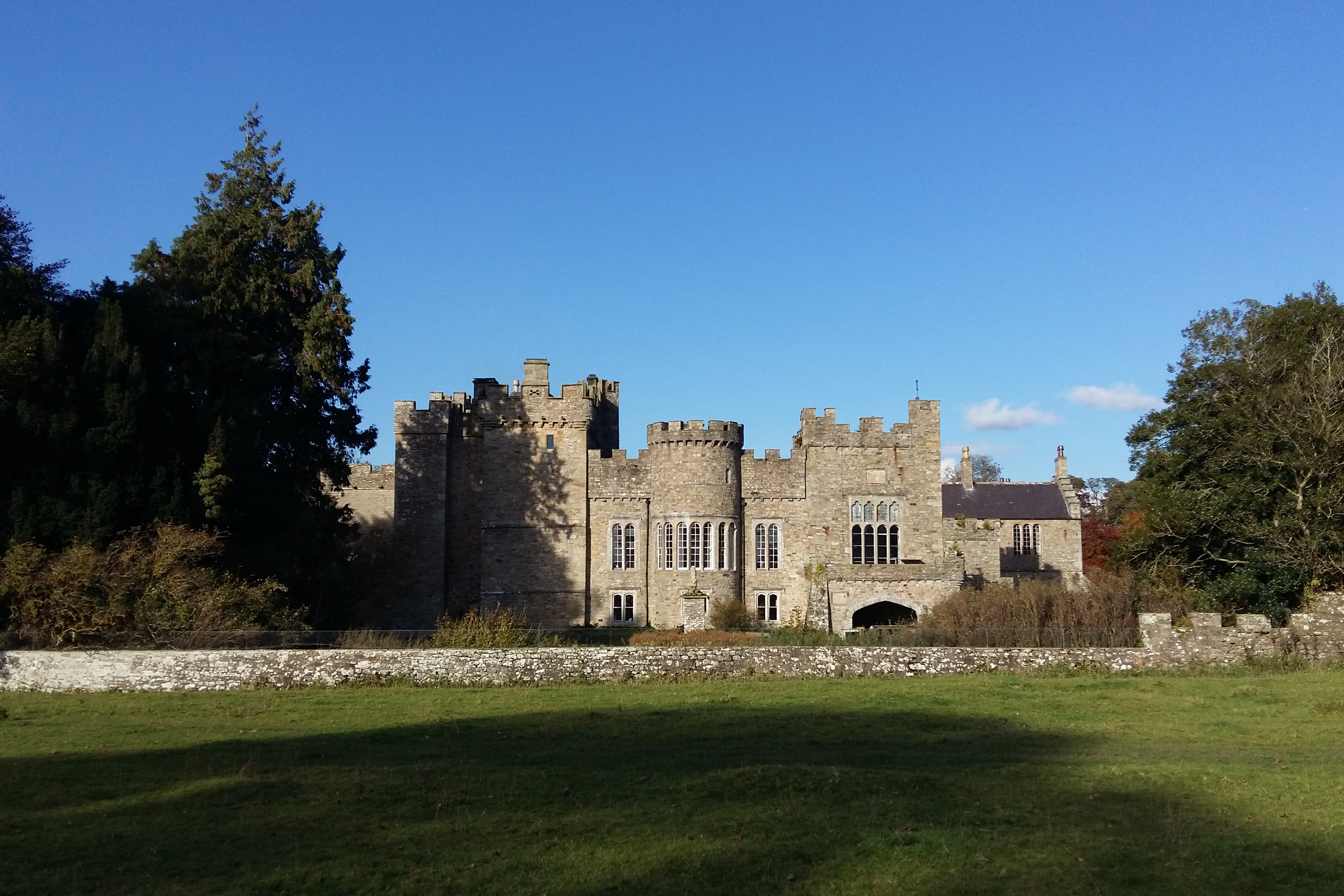
Castillo de Featherstone en 2016.

El Castillo de Featherstone, un edificio protegido de Grado I, es una gran mansión de campo de estilo gótico situada en la ribera del río Tyne del sur, a unas 3 millas (5 km) al suroeste del pueblo de Haltwhistle en el condado de Northumberland, en Inglaterra.

## Orígenes medievales
En el siglo XI, la casa solariega situada en este lugar pertenecía a la familia Featherstonehaugh. Esta casa desempeñó un papel importante en las guerras entre los ingleses y los escoceses. En sus inicios se trataba de una hall house del siglo XIII, pero en 1330 una torre peel fue añadida por Thomas de Featherstonehaugh. Una inspección del año 1541 indica que la propiedad consistía en una torre en buen estado de mantenimiento, ocupada por Thomas Featherstonehaugh.
La historia escrita más temprana que describe esta área se remonta al periodo de ocupación Romano. En 122 AD, los romanos levantaron el Muro de Adriano, que discurre aproximadamente a 5 kilómetros al norte del Castillo de Featherstone.

## Después del medievo
En el siglo XVII la propiedad fue adquirida por Sir William Howard (padre del primer Conde de Carlisle) y fue remodelada y ampliada de manera sustancial.

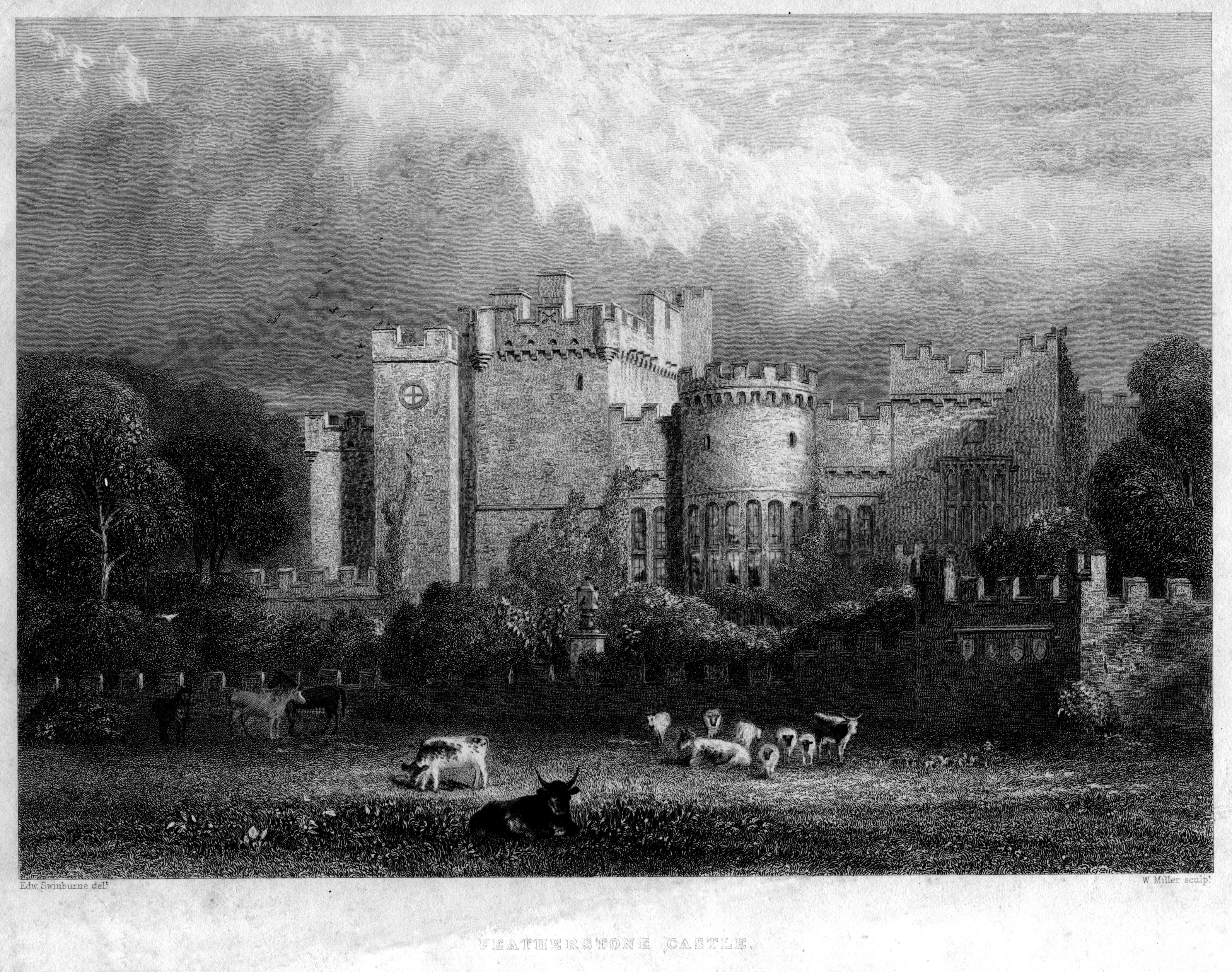
Castillo de Featherstone por William Miller

La casa fue comprada de nuevo al Conde de Carlisle en 1711 por Matthew Featherstonehaugh (1662–1762). Una inspección de 1715 revela "una estructura antigua y bien construida". La familia permaneció en el castillo hasta que Sir Matthew Fetherstonhaugh vendió la propiedad a James Wallace alrededor de 1789. Su hijo Thomas Wallace llevó a cabo muchas más modificaciones arquitectónicas entre 1812 y 1830. Sir Wallace legó la propiedad a su sobrino el Coronel James Hope (1807–1854), (hijo del Conde de Hopetoun), quién cambió su apellido a Hope-Wallace.
Las numerosas modificaciones en su estructura han resultado en una gran casa de campo almenada y compleja, con una forma rectangular provista de un patio central y de torres en cada esquina.
En 1825, unos agricultures que trabajaban en las tierras alrededor del Castillo de Featherstone descubrieron lo que parecía ser un tronco de roble enterrado.  Sin embargo, cuándo procedieron a cortarlo con una hacha, este resultó ser un ataúd en madera de roble que contenía restos humanos. Los huesos se convirtieron en polvo cuando entraron en contacto con la atmósfera. Los restos de otros cuatro ataúdes de madera fueron descubiertos en la misma área.
Durante la Segunda Guerra Mundial, a lo largo del río Tyne del sur y extendiéndose a lo largo de una milla a través del parque de Featherstone, se encontraba el Campamento 18, un campo de prisioneros de guerra en el cual se encontraban prisioneros 7000 oficiales alemanes a partir de 1945. Algunos de los restos del campamento todavía son visibles en las tierras del Castillo de Featherstone.

## Uso moderno

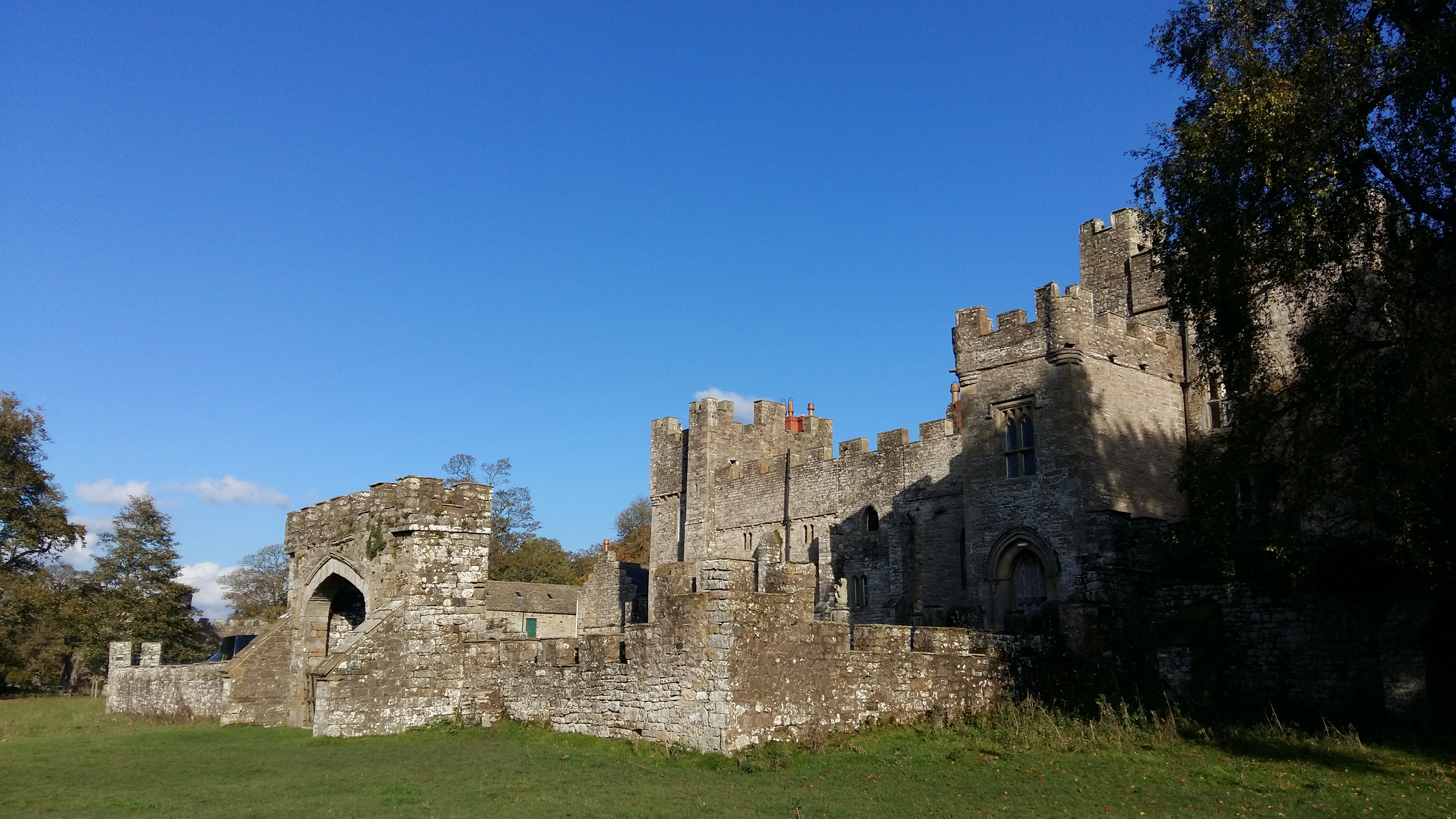
Castillo de Featherstone en octubre de 2016.

La propiedad fue vendida en 1950 y se convirtió en una escuela preparatoria para niños, conocida como Escuela de Hillbrow, que recibía su nombre de la casa donde se encontraba originalmente, cerca de la Escuela de Rugby en las Midlands. La Escuela de Hillbrow por aquel entonces se encontraba situada en la Casa Overslade, la cual había sufrido daños por una mina de tierra en 1940. En 1961, la escuela fue trasladada a una nuevas premisas en Ridley Hall, Northumberland, y el Castillo de Featherstone se convirtió en un centro de conferencias y actividades para jóvenes y estudiantes.